# Тръки (Калифорния)
Тръки (на английски: Truckee) е град в окръг Невада, щата Калифорния, Съединените американски щати.
Има население от 13 864 жители и обща площ от 87,7 км² (33,8 мили²).
Името на града идва от легендата, че индиански вожд посрещнал заселници, викайки „Трокей“!, като те си помислили, че им вика името си, а всъщност това означавало „Здравейте!“ на индианския език. 
В близост до Тръки има няколко ски курорта като например Ски курорт Скуо Вали. В Тръки има спирка на жп компанията „Амтрак“.